# Qüestions biològiques de Jurassic Park
Jurassic Park, una novel·la de Michael Crichton, amb adaptació al cinema dirigida per Steven Spielberg, gira entorn de la resurrecció dels dinosaures a través d'enginyeria genètica. Els científics i entusiastes han plantejat una sèrie de qüestions amb els fets i la viabilitat. Algunes de les característiques són especulatives o inexactes en atribuir als dinosaures de "Jurassic Park" i s'han encarnat en la cultura popular, les més famoses entre els quals destaquen la idea del Tiranosaure, que només pot veure el moviment, el gegant, sense plomes i intel·ligent "Velociraptor", i el nan, amb un volant al coll i el verí que escup en el "Dilophosaurus". En general, la novel·la és més precisa que la pel·lícula, amb Spielberg afegint algunes característiques dels dinosaures (igual que el volant al dilofosaure). No obstant això, s'afirma en la primera pel·lícula que les diferències en la seqüència d'ADN dels dinosaures es van omplir amb l'ADN dels amfibis, pel que es podria argumentar que la majoria dels errors següents són les mutacions genètiques que resulten de l'alteració de l'ADN.

## Gèneres extints

### Velociraptor

La mida real d'un Velociraptor mongoliensis, comparada amb un humà.

El Velociraptor en la novel·la i, per tant, en la pel·lícula, eren més grans que l'animal real. L'error va sorgir perquè Crichton utilitza "Predatory Dinosaurs of the World" de Gregory S. Paul com a referència l'hora d'escriure la seva novel·la, i s'interpreta que el Deinonychus antirrhopus com una mena de Velociraptor; que està estretament relacionada amb Velociraptor mongoliensis, però és més gran. A la novel·la, es menciona el Deinonychus, però el personatge Alan Grant després diu que els científics l'han reclassificat com una espècie de Velociraptor.
Els creadors de la pel·lícula van augmentar la mida del Velociraptor per raons dramatiques i es va canviar la forma del musell. No obstant això, a la vegada la pel·lícula hi ha, els paleontòlegs es van trobar amb un dromeosaure més gran anomenat Utahraptor i es van mantenir els velociraptors més grans, tot i que el "Utahraptor" era considerablement més gran (21 metres de llarg) que els velociraptors de la pel·lícula. Al començament de la pel·lícula, es descobreix un esqulet de Velociraptor a Montana; però no s'han trobat exemplars d'aquesta espècie als Estats Units (encara que tots dos Deinonychus i Utahraptor són dinosaures americans). L'esquelet de fòssil és similarment més gran de manera inexacta. A la novel·la, el personatge Alan Grant identifica en el fòssil de Montana un "antirrhopus" en oposició a la del "mongoliensis"(identificat pel Henry Wu) del parc - el que significa que la mostra de fòssils trobats per l'equip d'en Grant és en realitat el Deinonychus.

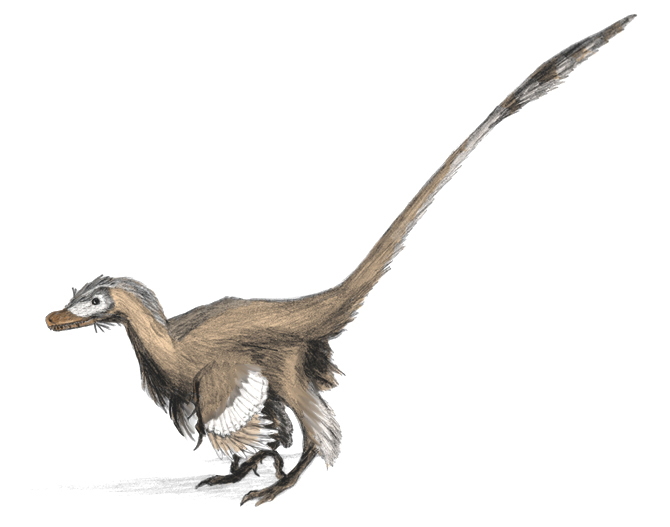
Velociraptor mongoliensis restaurat amb grans plomes de les ales.

L'alta intel·ligència dels Velociraptors de la pel·lícula es considera poc probable pels científics, donat la grandària relativa dels seus cervells i les comparacions amb animals moderns.
Se sap que els Velociraptor tenien plomes. Ni en la pel·lícula ni la novel·la, els dinosaures tenien plomes, però, tots dos van ser creats abans del descobriment de dinosaures amb plomes estretament relacionats amb la Velociraptor (p.e. Microraptor). A Jurassic Park III, els velociraptors s'han remodelat i fets més petits, com també se'ls ha afegit plomes als caps dels mascles, mentre que encara semblen similar al disseny original.
Igual que amb altres dinosaures bípedes a les pel·lícules, les mans del Velociraptor es representen amb els palmells capaços de girar, però això hauria estat anatòmicament impossible per als animals reals, com els ossos de l'avantbraç (cúbit i radi) no podien girar d'aquesta manera. Els seus palmells de les mans haurien d'haver estat relativament fixes un davant l'altre, com una persona a fent aplaudiments.

### Dilophosaurus

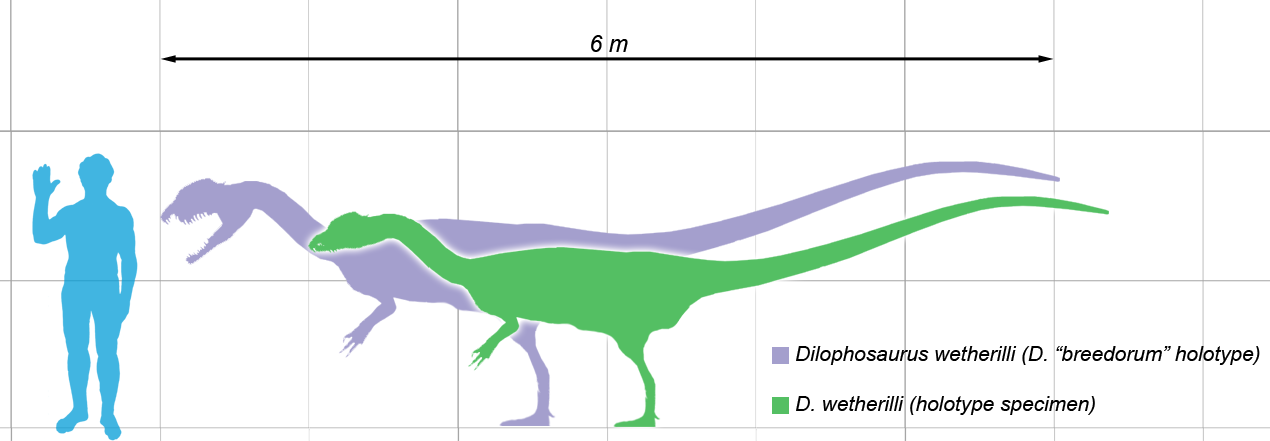
Comparació de mides d'un Dilophosaurus i un humà

El Dilophosaurus de la pel·lícula és d'1,2 metres (4 peus) d'alt, mentre que els seus homòlegs de la vida real se'l mesura com a 6 metres (20 peus) de llarg i 1,4 metres (4.5 peus) d'alt als malucs. D'acord amb un llibre del "Making-of", es tractava d'una desviació deliberada de la precisió amb fins estilístics, i per diferenciar-ho dels velociraptors. Per tant, és probable que podria haver estat de menor edat, com cap altra es veu tant en aquesta pel·lícula o una altra, i en Dennis Nedry diu en la pel·lícula: "Pensava que eres un dels seus germans grans" quan s'enfronten. També té un volant al coll com el llangardaix de gorguera australià, que no és considerat correcte pels paleontòlegs. La versió de la novel·la és de mida completa i no té el volant. Ambdues representacions dels dinosaures expulsen un verí molt potent, el cegament, tant en la seva mossegada i la seva saliva, com la cobra escopidora, i utilitzat per caçar; la novel·la reconeix el fet que això no és suggerit per l'evidència de fòssils.

### Tyrannosaurus
En la pel·lícula es remarca que el Tyrannosaurus seria incapaç de veure a algú si es quedava quiet, però, l'evidència ha demostrat que el T. rex tenia una alta agudesa visual and visió binocular. Alguns sostenen que encara seria capaç d'olorar el que passi. A la novel·la, s'esmenta que la raó que hi ha dinosaures que no poden veure bé, pot ser causa de l'ADN de la granota, i es demostra que altres dinosaures, com el Maiasaura de l'illa, tenen també aquest problema. Això no s'esmenta en la pel·lícula, sinó que es mostra com si la incapacitat per veure sense moviment era un tret real del Tyrannosaurus (el Dr. Grant planteja això com un fet paleontològic fins i tot abans de saber sobre Jurassic Park i el seu ús de l'enginyeria genètica).En la continuació de la novel·la, The Lost World, es suggereix que el Tyrannosaurus de fet, pot veure els objectes inanimats, i era en realitat no tenia gana, sinó que simplement estava "jugant" o l'intent d'amenaça en la primera trobada. Un personatge que va tractar específicament aquesta tècnica mor quan el T. rex el veu allà i el mata, el personatge Ian Malcolm menciona que estava escoltant "els científics equivocats."
Tyrannosaurus també es mostra incapaç de mantenir el ritme de córrer rere d'un jeep a una velocitat considerable, però, és motiu de debat dins de la comunitat paleontològica si un T. rex pogués fins i tot assolir aquesta velocitat en la vida real, i molt menys mantenir-la durant un període tan llarg de temps com es representa en la pel·lícula. Anatòmicament, les seves potes davanteres curtes que han estat incapaces d'esmorteir un impacte si anés a caure, el que significa que els accidents de tals velocitats podrien haver estat fatals. A més, els estudis biomecànics pel Dr. John Hutchinson de la Royal Veterinary College han demostrat que per tal de córrer a aquesta velocitat en una posició de gatzoneta, el Tyrannosaurus hauria necessitat més del 43% de la seva massa muscular a cada cama. Això significaria que el 86% de la seva massa muscular seria a les cames, deixant poc espai per a res més en el seu cos: una impossibilitat física. El treball del Dr. Hutchinson també suggereix que el límit de velocitat màxim pel Tyrannosaurus seria, en realitat, només en el rang de 10–25 mph. Els animadors a l'Industrial Light & Magic es van veure obligats a utilitzar il·lusions òptiques per tal de fer que l'ordinador generés el Tyrannosaurus i mantingués convincentment el ritme amb el vehicle.

### Brachiosaurus
El Brachiosaurus a la pel·lícula es mostra que es mastega el seu aliment amb un moviment de costat a costat de la seva mandíbula inferior. En realitat, no podia alimentar d'aquesta manera. Els cranis i mandíbules del Brachiosaurid es van limitar a moviments amunt i avall, i les seves dents estaven especialitzats pel tall de material vegetal. Altres sauròpodes, com el diplodocoids, podia moure les mandíbules cap enrere i cap endavant, però que probablement utilitzaven aquest moviment per treure-li les branques, no mastegar les plantes. En lloc de processar els aliments a la boca, els sauròpods probablement es basaven en la consideració de tant menjar com sigui possible i processar-la més endavant en el tracte digestiu, ja sigui a través de gastròlits (rs'utilitza per a la molta en un pedrer -és un òrgan, però, que tingui en compte aquesta hipòtesi, encara que comuns en la literatura popular, ara es considera poc probable en els sauròpodes), o simplement per digestió mitjançant fermentació per microorganismes.
Una de les escenes més conegudes de la pel·lícula mostra un Braquiosaure jove en una postura bípeda. No obstant això, una anàlisi biomecànic de les habilitats de criança de sauròpodes mostra que el "Brachiosaurus" és probablement el sauròpode que té més força a la part posterior. Compta amb un centre de massa col·locada més cap endavant que qualsevol altre sauròpode, el que significa que una postura bipédica o trípode seria altament inestable. Les cames i els peus dels braquiosaures es presenten també com a massa voluminosa, mentre que hauria estat prima en la realitat.

### Pteranodon

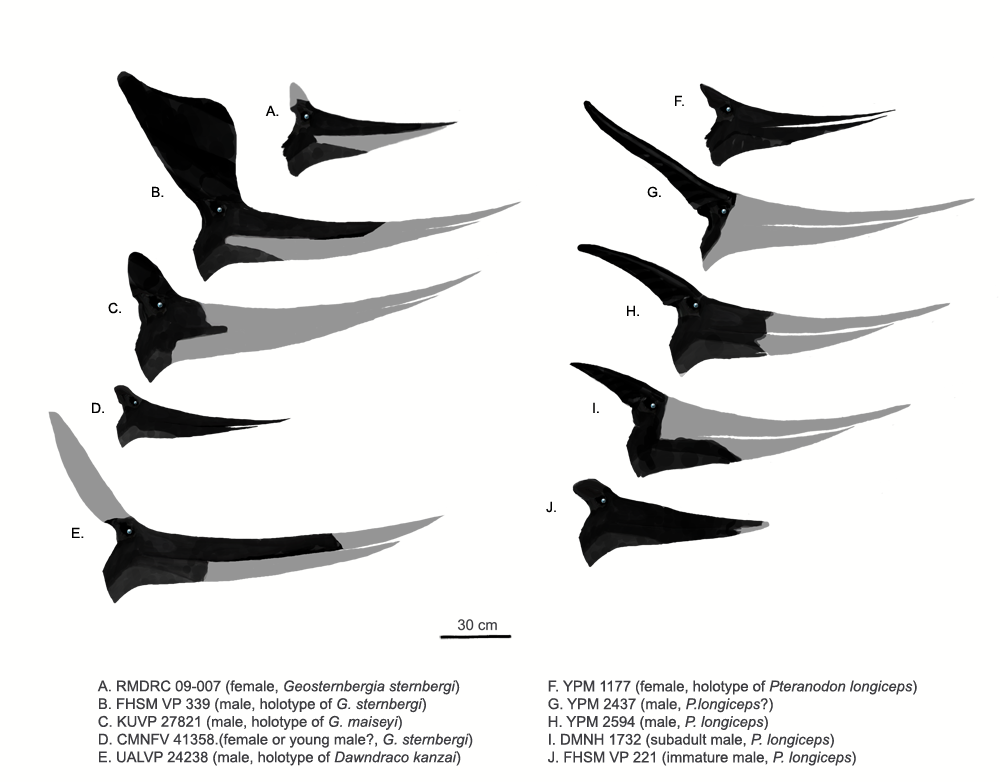
La variació en la cresta del Pteranodon (dreta), que no es reflecteix en les pel·lícules

Com el Cearadactylus en la novel·la, el Pteranodon a Jurassic Park III s'interpreta com agressiu i capaç de recollir un adolescent amb els peus (una escena similar estava prevista per al final de The Lost World: Jurassic Park, però rebutjada quan Steven Spielberg va decidir utilitzar en lloc de l'enrenou del Tyrannosaurus a San Diego com un millor final). Tots dos gèneres de pterosaures es creu que menjaven peix, i eren incapaços d'agafar amb els peus. Un Pteranodon podria haver utilitzat el seu bec punxegut com una arma alternativa, però en un escenari hipotètic és poc probable que l'utilitzi en un ésser humà a no ser provocat. No obstant això, en la novel·la es diu que van ser capaços de portar les coses amb els peus a causa que són genèticament modificats. A més, encara que el nom Pteranodon significa 'alat sense dents' o 'ala de dents', el Pteranodon a Jurassic Park III tenen dents petites i afilades als pics. Els seus pics són també rectes, mentre que ells han de tenir una corba cap amunt. Hi va haver una gran variació de les crestes del Pteranodon, amb altres més importants que s'interpreta com els dels homes, i les curtes són dones o menors. En les pel·lícules, tots els adults tenen crestes idèntiques, i les crestes dels menors d'edat són massa grans.

### ProcompsognathusiCompsognathus
Del Procompsognathus es donen diversos atributs en les novel·les que no poden ser determinats a partir de l'evidència fòssil fins ara. Es presenten capaços de viure i caçar en grups grans, com escombriaires i coprofagistes (menjadors d'excrements), útil per mantenir el parc net d'excrements de sauròpodes; i guarden un verí descrit similar a la d'una cobra, encara que més primitiva. En les pel·lícules, que es va abandonar en favor de Compsognathus, així com la seva mossegada verinosa.
Procompsognathus se sap des d'un sol esquelet parcial del Triàsic superior a Alemanya, amb un crani parcial que poden pertànyer a ella o, més probablement, una pel que fa a principis d'un model Crocodilià. Com que només un individu és conegut, no hi ha evidència directa que vivia en grups, però, els animals relacionats, com el Coelophysis i el Megapnosaurus s'han trobat en grups de nombrosos individus, com ara a Ghost Ranch. Com que no hi ha restes indiscutibles de cap de Procomposognathus, no es pot deduir la seva dieta, de la forma de les seves dents i les mandíbules, un altre coelophysoids són vistos com a carnívors amb les adaptacions del crani que pot haver estat un avantatge quan el maneig de preses petites.
No hi ha evidència que la mossegada de Procompsognathus era verinosa. S'ha proposat per a una possible mossegada verinosa el teròpode del Cretaci superior de la Baixa Califòrnia, conegut en una sola dent amb ranurat similar a la trobada en les dents de les serps verinoses i llangardaixos. Una mossegada verinosa també s'ha proposat per al Cretaci inferior sobre el dromaeosàurid xinès Sinornithosaurus, basat en les seves dents llargues acanalades similars a les de les serps amb ullals posteriors, així com un possible cavitat-glàndula de verí en l'os de la mandíbula superior.